# Corps de Cadets No. 1
Pour les articles homonymes, voir Corps de cadets.
 (février 2018).
Si vous disposez d'ouvrages ou d'articles de référence ou si vous connaissez des sites web de qualité traitant du thème abordé ici, merci de compléter l'article en donnant les références utiles à sa vérifiabilité et en les liant à la section « Notes et références ».
Le Corps de Cadets no 1 est un corps de cadets de l’armée canadienne.

## Histoire

### Création
La Petite Milice est créé au printemps de 1832. Cinq ans avant les troubles de la Rébellion des Patriotes de 1837 – 1838, l’atmosphère politique du pays était déjà chargée et la population fébrile face aux questions militaires. Peu à peu, l’enthousiasme politique qui régnait dans les villes et les campagnes du Québec, s’introduisit dans le Séminaire de Saint-Hyacinthe. Les élèves, emportés par la fougue, s’agitaient à leur manière et discutaient dans la cour d’école sur les événements politiques.
Un jour de congé chez les pensionnaires, au cours d’une promenade dans un boisé situé à proximité du Collège; n’ayant rien de mieux à faire, deux élèves prirent chacun un bâton et commencèrent à déployer leur savoir en escrime. Leur exemple fut contagieux. Bientôt, tous les élèves furent armés de bâtons à la forme d’épée et manœuvrèrent à qui mieux mieux. Ce jeu banal, voilà ce qui fut la pierre fondamentale des premiers balbutiements de la Petite Milice. Peu de temps plus tard, les élèves se divisèrent en deux camps et les pratiques de groupe recommencèrent avec plus d’ordre cette fois-ci. Avec les jours, on en vint à des formes plus militaires.
Deux ans et demi plus tard, en 1835, sous le commandement d’un général démocratiquement élu, le bataillon naissant prenait le nom présomptueux de « Les Invincibles ». Au point de vue entraînement, les jeunes manœuvraient tant bien que mal mais son arsenal était des plus rudimentaires : deux épées, don du Seigneur Dessaulles, et des fusils de bois qu’ils avaient eux-mêmes confectionnés. Toutefois, une dizaine d’années plus tard, vers 1846, grâce à l’élection de généraux de grand talent militaire, à la formation d’un corps de musiciens, au don d’un drapeau, à la nomination d’un aumônier par les autorités du Collège, et au choix de Saint Prosper comme patron, la Milice locale franchit de grands pas vers le succès et brilla d’un vif éclatant.

### Association
L'année 1862 marque la formation des associations d'exercice militaire (Association for Drill purpose). Ces associations étaient liées aux écoles locales. Leur création fut poussée par la guerre civile américaine et par la crainte des raids fenians. Ces associations d'exercice militaire marquèrent l'émergence du Mouvement des Cadets du Canada, la plus ancienne des organisations pour jeunes au pays.
Un autre jour glorieux, fut l’accueil que réserva, le 7 juin 1863, à Mgr Alexandre Taché, évêque de St-Boniface, ancien élève du Séminaire et ancien général du bataillon « Les Invincibles ». Lors d’une démonstration solennelle, les Miliciens lui rendirent hommage en qualité de successeur des Apôtres, mais aussi en qualité de cadet qui jadis, avait payé de ses talents et de sa personne pour le rayonnement de la Petite Milice. Toutefois, n’allons pas croire, concernant l’implantation et le développement de la Milice du Séminaire, que cela s’est réalisé sans peine, sans conflit. Les premiers cadets eurent à livrer des luttes. L’esprit d’opposition, né avec la Milice, l’a accompagné dans les diverses phases de son développement. Maintes fois, au cours de sa longue existence, la Petite Milice fut exposée au persiflage de ses opposants et durent se serrer les coudes pour surmonter les mauvais coups de leurs opposants.

### Officialisation
En 1879, le gouvernement canadien de John A Macdonald, officialise son soutien au Mouvement des Cadets du Canada et mandate le Ministère de la Milice pour soutenir les organisations de cadets (Ordre général de la Milice No.18). Dans ces ordonnances, le corps de cadets de St-Hyacinthe se voit attribuer le statut de précurseur et reçoit le numéro 1. Quant au corps de cadets No.2 il est situé à Collège Bishop à Lennoxville. Le numéro 3 est situé au Collège Bourget de Rigaud. La distinction entre les cadets d'âge scolaire et les miliciens se fit en 1879 lorsque l'autorisation fut donnée pour créer 74 (24 au Québec) Institutions éducationnelles associées d'exercice de précision. Les jeunes hommes âgés de plus de 14 ans sont alors invités à participer sans risque d'être engagés au service actif.
La Petite Milice du Séminaire a bénéficié de l’importance de deux événements qui, d’une part, consolida son organisation, et d’autre part, contribua à son rayonnement. En 1880, le Gouvernement canadien ayant décidé un vaste plan d’organisation militaire dans les maisons d’éducation, l’Honorable Rodrigue Masson, député de Terrebonne, Ministre de la Milice et ancien élève du Séminaire et ancien général du bataillon « Les Invincibles », faisait parvenir 60 carabines et divers accoutrements militaire au corps de cadets de St-Hyacinthe. L’obtention de ces armes, depuis longtemps souhaitées, stimula l’enthousiasme des élèves et fut un grand encouragement pour le Milice étudiante. L’année académique 1910-1911, celle du centenaire de la fondation du Séminaire, fut une année exceptionnelle. À cause du nombre de miliciens inscrits : 180 sur une population générale de 396 élèves, à cause du remplacement des carabines reçues en 1898 par 150 carabines Ross, plus modernes et plus légères; et notamment à cause de la contribution marquée de la Petite Milice aux festivités collégiales, l’année 1910-1911 surpassa de beaucoup les plus belles années de la Milice. Jamais jusqu’à ce jour, on avait vu plus bel exemple de dévouement à cette vénérable institution. En 1887, les règlements et ordres de la milice autorisaient l'approvisionnement des écoles en matériel dans le but d'entraîner leurs élèves âgés de 12 ans et plus, à condition que l'exercice et l'instruction militaires fassent partie du programme d'études et qu'un nombre approprié d'heures puissent être consacré à cette sphère d'activité.
Le 23 mai 1870, le bataillon des « Invincibles » devenu « Les Fils de Carillon », nouveau nom donné à la Petite Milice du Séminaire, eut l’honneur de briller devant Son Altesse Royale, le prince Arthur d’Angleterre et, les soldats s’étant surpassés, ils reçurent de sa bouche les éloges les plus flatteurs. Quelques années plus tard, le 12 mai 1937 à l’occasion du Couronnement de Sa Majesté le roi George VI, les cadets du Séminaire faisaient partie de la parade avec les autres corps de la cité de Saint-Hyacinthe et le Régiment de Saint-Hyacinthe.

### Corps de cadets
En 1898, les Associations d’exercice militaire prennent le nom de « corps de cadets ».
Plusieurs autres institutions d’enseignement de St-Hyacinthe, formèrent un corps de cadets à la suite de l’exemple du Séminaire. Vers 1927-1928, l’institution le Patronage fondée par les Pères de Saint-Vincent de Paul, eut pendant de nombreuses années son corps de cadets. Composé de gymnastes et de musiciens, ils firent eut aussi l’honneur de la ville de St-Hyacinthe en participant à de nombreuses fêtes religieuses, civiques et patriotiques. En 1945, l’Académie Girouard fonda elle aussi son corps de cadets à l’école supérieure scientifique dirigée par les Frères du Sacré-Cœur. Cette unité sera ensuite amalgamée en 1951 à l’École Samuel-Casavant et mobilisait près de 400 cadets sous son drapeau.
En pleine Seconde Guerre mondiale, alors que la gravité du conflit prenait de l’ampleur, les autorités du Séminaire décident de transférer les opérations du corps de cadets au Manège Militaire de la rue Laframboise. Alors que le nombre d’unités de cadets s’estompe à la fin de la guerre, le corps de cadets du Séminaire change de répondant pour le 6e Bataillon Royal 22e Régiment en 1960. Afin de reconnaître l'ampleur de la contribution des anciens cadets à la guerre, Sa Majesté le Roi George VI a conféré le titre « Royal » au programme des cadets, créant ainsi les Cadets royaux de l'Armée canadienne. On estime qu'environ 230 000 anciens cadets ont servi dans les forces de Sa Majesté pendant la Deuxième Guerre mondiale. À la suite de la guerre, des quotas sont imposés afin de réduire le nombre de cadets à 75 000. Plusieurs corps dont l'adhésion n'était permise qu'aux étudiants d'une école en particulier, sont dissous ou ferment à la suite de la décision de l'école de rendre l'adhésion volontaire.

### Développements récents
Les filles participent de façon non officielle au programme des cadets presque depuis le début de sa conception. Le 30 juillet 1975, le Parlement amende ses lois (Bill C-16) pour permettre aux filles de devenir membres des cadets. La première Sergent-major Régimentaire du corps de cadets de St-Hyacinthe, fut le cadet-adjudant-chef Lyne Robichaud.
En 1987 le Corps de Cadets No.1 fête ses 155 ans d’existence dans la ville de St-Hyacinthe, sous la présidence d’honneur du Général Jean Victor Allard (CC CBE, GOQ, DSO, ED, CD), ancien Chef d’état-major de la Défense. Il remet alors un drapeau à l’unité qui sera bénit par le supérieur du Séminaire Mgr Gérard Dupuis. Une messe sera aussi célébrée dans la chapelle du Séminaire et les cadets purent défiler près la dépouille de Saint Prosper qui y est exposé de façon permanente. Le cadet-adjuc Chantale Garant est alors la deuxième SMR féminin du Corps de Cadets No. 1. 
En 1997, l’unité décide d’organiser une grande parade provinciale pour souligner son 165e anniversaire. Plus de 800 cadets provenant de 22 corps de cadets, se rassemblent au site de l’exposition agricole. C’est le Major-général Alain Forand, Commandant du Secteur du Québec de la Force terrestre qui présidera la cérémonie. Ils défileront dans la ville et recevront la citoyenneté d’honneur du Maire Claude Bernier de la ville de St-Hyacinthe lors de leur passage devant l’hôtel de ville. La traditionnelle messe dans la chapelle du Séminaire fut célébrée par l’Abbé Bernard Proulx, Procureur du Séminaire. À cette occasion, le drapeau de la Ligue des Cadets de l’Armée, fut bénit officiellement.
Si au départ, la supervision de la Petite Milice fut confiée aux prêtres qui enseignaient ou travaillaient au Séminaire, c’est en 1921 qu’un corps d’officiers chargé d’encadrer et de former les cadets fut mis sur pied. Le 1er juin 1924, le cadre est reconnu sous le nom de « Services des cadets du Canada ». Il faisait partie de l'Armée canadienne et est l'ancêtre du Cadre des instructeurs de cadets (C.I.C.). Cet arrangement entre le gouvernement fédéral et les conseils scolaires locaux, contribua de façon significative au développement des programmes d'éducation physique dans les écoles. Les officiers qui instruisent et supervisent les activités de cadets, son membre de la Réserve des Forces canadiennes.
Le corps de cadets de St-Hyacinthe eut plusieurs personnages importants qui furent cadets sous son drapeau. Nous comptons notamment Daniel Johnson père et Jean-Jacques Bertrand qui furent tous deux premiers ministres du Québec. Plusieurs juges, médecins, avocats et autres notables, furent aussi un jour membre de la Petite Milice et du Mouvement des Cadets de Saint-Hyacinthe.

## Devises
La devise du Corps de Cadets No.1 : Amour Honneur et Gloire !
La devise des cadets de l’Armée : Acer Acerpori / Tant vaut la sève, tant vaut l’érable